# Becki Newton
Rebecca Sara Newton, plus connue sous le nom de Becki Newton, née le 4 juillet 1978 à New Haven aux États-Unis, est une actrice américaine.
Elle est révélée par la série télévisée Ugly Betty (2006-2010).   
Considérée comme l'une des révélations, elle enchaîne alors les rôles principaux dans diverses séries (Love Bites, The Goodwin Games, Weird Loners), mais aucune ne connait le succès.   
Elle fait alors son retour grâce à des rôles secondaires dans les séries : How I Met Your Mother, Divorce et Tell Me a Story.

## Biographie

### Enfance et formation
Née à New Haven, dans le Connecticut, Becki a été élevée à Guilford. Son grand père maternel est le compositeur Bruce Chase, c'est la fille de Jennifer Newton. Elle a un frère, Matt Newton, également acteur.
Dès son plus jeune âge, elle commence à se produire dans des comédies musicales et joue également au théâtre local. Elle a étudié à l'Université de Pennsylvanie, où elle obtient un diplôme en histoire européenne.
Elle parle espagnol, allemand et grec.

### Carrière

#### Débuts discrets (2000-2005)
Après ses études, elle emménage à New York, où elle tourne des publicités pour des marques reconnues comme Nike. Elle occupe également un poste de serveuse sur Times Square.
En 2003, elle fait ses premiers pas en tant qu'actrice dans le soap opera américain Haine et Passion dans lequel elle obtient un rôle mineur. La même année, elle joue quelques scènes pour un épisode de la série policière Cold Case : Affaires classées.
En 2004, elle joue dans deux épisodes de la série dramatique Mes plus belles années ainsi que dans deux épisodes de l'éphémère série The Men's Room. Elle intervient également dans un épisode de la sixième saison de New York, unité spéciale. Cette même année, elle fait ses débuts au cinéma en interprétant un second rôle dans la comédie dramatique plébiscitée par la critique P.S. de Dylan Kidd avec Laura Linney, Paul Rudd et Topher Grace.
En 2005, elle apparaît sous les traits d'une version alternative du personnage Piper Halliwell dans le dernier épisode de la septième saison de la série fantastique Charmed.

#### Ugly Bettyet révélation (2006-2010)

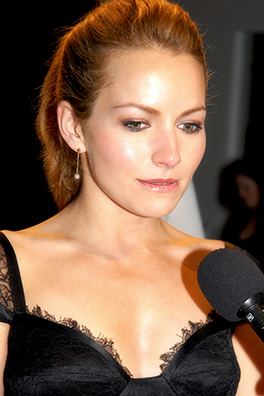
Becki Newton, lors de la Fashion week 2007 à Los Angeles.

En 2006, elle est choisie pour incarner Amanda Tanen, dans la série télévisée Ugly Betty ce qui la révèle au grand public et lui permet d'accéder à une notoriété plus importante. Son rôle, dans un premier temps secondaire, passe au premier plan au fil des quatre saisons, l'imposant parmi les révélations comiques du programme. La série est adaptée d'une télénovela colombienne très populaire Yo soy Betty, la fea. L'actrice Salma Hayek en est l'une des productrices.
C'est un véritable succès d'audiences, la série reçoit d'excellentes critiques et décroche plusieurs nominations et récompenses à de prestigieuses cérémonies. L'ensemble du casting est par exemple, nommé lors de la quinzième cérémonie des Screen Actors Guild Awards et le show reçoit le Golden Globes de la meilleure série comique. L'alchimie entre Becki Newton et Michael Urie (qui interprète son alter-ego Marc St. James) fonctionne si bien que les producteurs décident de créer une web série dérivée d'une unique saison, centrée sur ses deux personnages loufoques, elle s'intitulera Mode After Hours. Pour son interprétation, Becki Newton reçoit le Glamour Awards 2009 de la meilleure actrice dans une série télévisée comique.
Parallèlement au tournage de la série, elle décroche un rôle secondaire dans le film dramatique et musical, salué par la critique, August Rush de Kirsten Sheridan.
Forte de cette nouvelle visibilité et d'une aura comique, elle enchaîne ainsi les tentatives pour s'imposer dans ce registre après l'arrêt de la série annoncé en 2010.

#### Perte de vitesse et échecs successifs (2011-2017)
Elle va cependant enchaîner les échecs :
À la rentrée 2011, la série anthologique et romantique Love Bites dont elle intègre la distribution principale, connait de nombreux problèmes de productions, et s'arrête dans l'indifférence. Elle s'engage alors dans la productions de deux autres projets, mais aucun ne dépasse le stade d'épisode pilote. Elle accepte donc un rôle récurrent dans la populaire sitcom How I Met Your Mother, pour les saisons 7 et 8.
Les créateurs de la série à succès lui confient alors le rôle principal féminin de leur prochaine création, The Goodwin Games. Mais là encore, la série ne convainc pas la chaîne, qui réduit la commande à six épisodes, diffusés dans la précipitation au printemps 2013.
Entre-temps, elle fait ses débuts dans le doublage et prête sa voix pour des séries d'animations comme American Dad! et Mickey Mouse.
Elle retourne à la télévision et à la comédie au printemps 2015 mais le show Weird Loners est un nouvel échec critique et commercial. 
L'année d'après, elle tourne un épisode de pilote sous la direction de Malcolm D. Lee, Winning Ugly, où elle incarne la femme d'un sportif de haut niveau s'installant avec sa femme dans une vie normale. Mais là encore, le projet n'est pas retenu par la chaîne.

#### Retour progressif et rôles réguliers (2018-)
En 2018, elle rejoint donc la distribution régulière de la seconde saison de la série télévisée Divorce, portée par Sarah Jessica Parker, l'actrice du succès des années 2000 Sex and the City. Elle interprète Jackie, un agent immobilier à succès qui va faire succomber Robert, le mari de l'antagoniste principale. Elle décroche aussi un rôle récurrent dans la série télévisée fantastique Tell Me a Story. 
Ce retour précautionneux dans des rôles secondaires lui permet d'intégrer la distribution de la comédie Nos vies après eux, distribuée par la plateforme Netflix, aux côtés d'Angela Bassett, Patricia Arquette et Felicity Huffman. Dans le même temps, le réseau HBO renouvelle la série Divorce pour une troisième saison et Becki Newton est alors promue régulière,.

## Vie privée
Depuis 2005, elle est mariée à l'acteur greco-canadien, Chris Diamantopoulos, qu'elle a rencontré dans le métro.
Ils sont parents de quatre enfants, un garçon né en 2010, une fille née en 2014, une fille née en 2020 et un autre enfant, né en 2022.

## Filmographie

### Cinema

#### Longs métrages
- 2004 : P.S. de Dylan Kidd : Rebecca
- 2008 : August Rush de Kirsten Sheridan : Jennifer
- 2019 : Nos vies après eux (Otherhood) de Cindy Chupack : Andrea

### Télévision

#### Séries télévisées
- 2003 : Cold Case : Affaires classées (Cold Case) : Melanie Whitley en 1976
- 2003 - 2004 : Haine et Passions (Guiding Light) : Une fille imaginaire
- 2004 : Mes plus belles années (American Dreams) : Mindy
- 2004 : New York, unité spéciale (Law and Order : Special Victims Unit) : Colleen Heaton (saison 6, épisode 9)
- 2004 : The Men's Room : Lily
- 2005 : Charmed : La nouvelle Piper
- 2008 - 2009 : Mode After Hours : Amanda Tanen
- 2006 - 2010 : Ugly Betty : Amanda Tanen Sommers
- 2011 : Love Bites : Annie Matopoulos
- 2012 - 2013 : How I Met Your Mother : Quinn
- 2013 : The Goodwin Games : Chloe Goodwin
- 2007 / 2014 : American Dad! : Marsha / Margie / Mme Hannigan (voix)
- 2014 : Mickey Mouse : Une serveuse (voix)
- 2015 : Weird Loners : Caryn Goldfarb
- 2018 - 2019 : Divorce : Jackie
- 2018 - 2019 : Tell Me a Story : Katrina Thorne
- 2022 : La Défense Lincoln (The Lincoln Lawyer) : Lorna Crain

## Distinctions
Sauf indication contraire ou complémentaire, les informations mentionnées dans cette section proviennent de la base de données IMDb.

### Récompenses
- Glamour Awards 2009 : Meilleure actrice dans une série télévisée comique pour Ugly Betty[9]

### Nominations
- Gold Derby Awards 2007 : Meilleure distribution de l'année pour Ugly Betty
- 13e cérémonie des Screen Actors Guild Awards 2007 : meilleure distribution pour une série télévisée comique pour Ugly Betty
- 14e cérémonie des Screen Actors Guild Awards 2008 : meilleure distribution pour une série télévisée comique pour Ugly Betty